# Dircenna olyra
Espèce
Dircenna olyra est une espèce de lépidoptères (papillons) de la famille des Nymphalidae, de la sous-famille des Danainae et du genre Dircenna.

## Dénomination
Dircenna olyra a été décrit par Cajetan Freiherr von Felder et Rudolf Felder en 1855 sous le nom initial d' Ithonia olyra.

### Sous-espèces
- Dircenna olyra olyra ; présent en Colombie.
- Dircenna olyra bairdii Reakirt, 1868 ; présent en Colombie.
- Dircenna olyra relata Butler & Druce, 1872 ; présent au Costa Rica, au Nicaragua et à Panama.
- Dircenna olyra ssp ; présent à Panama.
- Dircenna olyra ssp ; présent en Équateur[1].

### Nom vernaculaire
Dircenna olyra se nomme Olyra Clearwing en anglais.

## Description
Dircenna olyra est un papillon au corps à abdomen mince, aux ailes à apex arrondi avec les ailes antérieures beaucoup plus longues que les ailes postérieures et à bord interne concave. Les ailes sont ocre translucides avec de fines et des taches plus claires aux ailes antérieures.

## Biologie

### Plantes hôtes
Les plantes hôtes de sa chenille sont des Solanum (Solanaceae).

## Écologie et distribution
Dircenna olyra est présent  au Costa Rica, au Nicaragua, à Panama, en Colombie et en Équateur.

### Biotope
Dircenna olyra réside dans la forêt et les zones perturbées.

### Protection
Pas de statut de protection particulier.